# Pseudodellamora grossepalpalis
Pseudodellamora grossepalpalis es una especie de coleóptero de la familia Mordellidae.

## Distribución geográfica
Habita en Transcaucasia.